# Dani Monteiro (política)
Daniella Monteiro da Silva (Rio de Janeiro, 12 de agosto de 1991) é uma política brasileira filiada ao Partido Socialismo e Liberdade (PSOL). Está no segundo mandato como deputada estadual do Rio de Janeiro. Foi assessora da vereadora Marielle Franco na Câmara Municipal do Rio de Janeiro.

## Biografia
Nascida no Morro de São Carlos, Dani é a primeira da família a ingressar na universidade. É estudante cotista do curso de Ciências Sociais na Universidade do Estado do Rio de Janeiro (UERJ).
É feminista, além de militante pelos direitos humanos, direitos LGBT e o direito à cidade. Faz parte da Maloka Socialista.
A deputada assina colunas regulares nos jornais Brasil de Fato e Diário do Rio.
Em sua primeira disputa eleitoral, foi eleita deputada estadual em 2018 com 27.982 votos, pela coligação PSOL–PCB.
Em 2021, foi eleita presidente da Comissão de Defesa dos Direitos Humanos e Cidadania da ALERJ, espaço para o qual foi reconduzida em 2025.
Foi reeleita em 2022 com 50.140 votos.
Em fevereiro de 2024, votou contra a manutenção do mandato da deputada Lucinha, que havia sido afastada do cargo pelo Tribunal de Justiça do estado, acusada de possuir ligações com milicianos.

## Desempenho eleitoral
| Ano  | Eleição                     | Candidata a       | Partido | Coligação/Federação              | Votos  | %     | Resultado | Ref    |
| ---- | --------------------------- | ----------------- | ------- | -------------------------------- | ------ | ----- | --------- | ------ |
| 2018 | Estaduais no Rio de Janeiro | Deputada estadual | PSOL    | Mudar é Possível (PSOL, PCB)     | 27.982 | 0,41% | Eleita    | [ 12 ] |
| 2022 | Estaduais no Rio de Janeiro | Deputada estadual | PSOL    | Federação PSOL REDE (PSOL, REDE) | 50.140 | 0,58% | Eleita    | [ 10 ] |